# Montgomery Cunningham Meigs
Montgomery Cunningham Meigs (ur. 3 maja 1816 w Auguście, zm. 2 stycznia 1892 w Waszyngtonie) − amerykański oficer, inżynier, nadzorował budowę szeregu obiektów użyteczności publicznej w Waszyngtonie, uczestnik wojny secesyjnej.
Kierował budową Washington Aqueduct w Waszyngtonie.